# Podostre zwyrodnienie móżdżku
Podostre zwyrodnienie móżdżku (ang. subacute cerebellar degeneration) – neurologiczny zespół paranowotworowy prowadzący do zaniku móżdżku.

## Charakterystyka
Zespół ten objawia się stopniowo postępującą niezbornością (większą w obrębie kończyn, niż tułowia), nudnościami, oczopląsem. W późniejszej fazie dodatkowo pojawia się mowa skandowana, dysfagia, diplopia, niewyraźne widzenie, oscylopsja. W obrazie histopatologicznym obserwuje się zanik warstwy zwojowej oraz, w mniejszym stopniu, ziarnistej kory móżdżku.

## Diagnostyka
U chorych można wykazać obecność przeciwciał anty-Yo, anty-Tr, anty-Ri lub anty-mGluR1 w surowicy. Przeciwciała anty-Yo stwierdza się częściej u kobiet, związane są one z występowaniem raka sutka lub jajnika, w przypadku ich obecności zwyrodnienie móżdżku postępuje mimo leczenia choroby podstawowej. Przeciwciała anty-Tr związane są z występowaniem chłoniaka Hodgkina, w przypadku ich obecności leczenie choroby podstawowej zatrzymuje, a nawet cofa objawy uszkodzenia móżdżku. W przebiegu wariantu zwyrodnienia móżdżku z obecnością przeciwciał anty-Ri występują opsoklonie (chaotyczne, nieregularne ruchy sakkadowe), przewaga ataksji tułowia nad ataksją kończyn, stwierdza się wówczas współistnienie raka sutka lub raka anaplastycznego drobnokomórkowego płuc.